# Ромодановское княжество
Ромодановское княжество (XV век) — древнерусское княжество, выделившееся из состава Стародубского княжества в XV веке, в период феодальной раздробленности на Руси. Его столицей было село Ромоданово, расположенное к востоку от Стародуба.

## История
Ромодановское княжество возникло в XV веке и досталось Василию Федоровичу, младшему сыну князя стародубского Фёдора Андреевича.
Вероятно, Василий был и последним ромодановским князем — его дети перешли на московскую службу и основали род Ромодановских.

## Князья
| Имя               | Время правления |
| ----------------- | --------------- |
| Василий Федорович | XV век          |